# Clann Zú
I Clann Zú sono un gruppo australiano/irlandese nato a Melbourne nel 1999 e scioltosi nel maggio del 2005.
Il gruppo prende ispirazione da vari stili musicali, come il punk rock, il rock, il folk, l'elettronica e la musica classica.

## Discografia
- 2000 - Self-Titled EP (autoprodotto)
- 2003 - Rua (G7 Welcoming Committee Records)
- 2004 - Black Coats & Bandages (G7 Welcoming Committee Records)

## Formazione
- Declan de Barra - voce, bodhrán
- Benjamin Andrews - chitarra elettrica
- Liam Andrews - basso
- Russell Fawcus - violino elettrico, tastiere
- Lach Wooden - manipolazione del suono